# Rio Zănoaga
O rio Zănoaga é um rio afluente do rio Lazăr, na Romênia.